# 玉新街道
玉新街道，是中华人民共和国广东省汕头市濠江区下辖的一个乡镇级行政单位。

## 行政区划
玉新街道下辖以下地区：
燎原社区、玉石社区、岗背社区、黎明社区、灯塔社区和下衙社区。